# Bildterapi
Bildterapi är en terapiform där man genom att teckna eller måla uttrycker sina tankar och känslor och där en bildterapeut genom bilderna lär sig förstå patienten. Terapin grundar sig på att konstnärligt skapande är psykologiskt stimulerande. Bildterapeut är i Sverige inte ett legitimationsgrundande yrke och den som utövar yrket får inte kalla sig bildpsykoterapeut.